# Canisius Szent Péter
Canisius Péter (holland: Pieter Kanijs), egyházi nevén Canisius Szent Péter (Nijmegen, 1521. május 8. – Fribourg (Svájc), 1597. december 21.) holland jezsuita pap, egyháztanító. A protestantizmus terjedése ellen harcolt Németországban, Ausztriában, Csehországban, Morvaországban és Svájcban. Az ellenreformáció idején jelentős munkát végzett a németországi katolikus egyház újraszervezésében. IX. Piusz pápa avatta boldoggá 1864-ben. XI. Piusz pápa 1925. május 21-én avatta szentté, és emelte az egyháztanítók sorába.

## Élete
Születésének napján helyezték birodalmi átok alá Wormsban Luther Mártont. A kölni egyetemen találkozott Fáber Péterrel, a Jézus Társaságának egyik alapítójával, és 22 éves korában ő is belépett a rendbe, amelynek ő lett a nyolcadik tagja. 1547-ben Augsburg püspöke meghívta a Tridenti zsinatra, és ettől kezdve használta nevének latinos változatát. Ingolstadt egyetemén teológiát tanított, és az intézmény rektori feladatait is ellátta. 1551-ben őt is Bécsbe rendelték, és azt a feladatot kapta szerzetestársaival együtt, hogy vegyenek részt az ellenreformációban. A püspöki hivatalt nem fogadta el, de a bécsi püspökség 1554/55. évre szóló adminisztrátori tisztségét elvállalta. 1556 februárjában prédikációt tartott a zsúfolásig megtelt Szent István-székesegyházban. Ezután szigorúan betiltották az evangélikus istentiszteletek tartását magánházakban, és a Bécsi Városházán. Canisius rendkívül aktívan működött dél-német területeken I. Ferdinánd  és XIII. Gergely pápa megbízásából. Szelíden és kedvesen szólt az emberekhez, soha nem használta az eretnekek, eretnekség szavakat, csupán új tanokról, új tanítókról beszélt. 1555-ben katekizmust írt Summa doctrinae christianae címmel válaszul Luther Nagy kátéjára, és amely haláláig kétszáz kiadást ért meg. 1580-ban, élete végén, megalapította a Szent Mihály Kollégiumot a svájci Fribourgban.

## Források

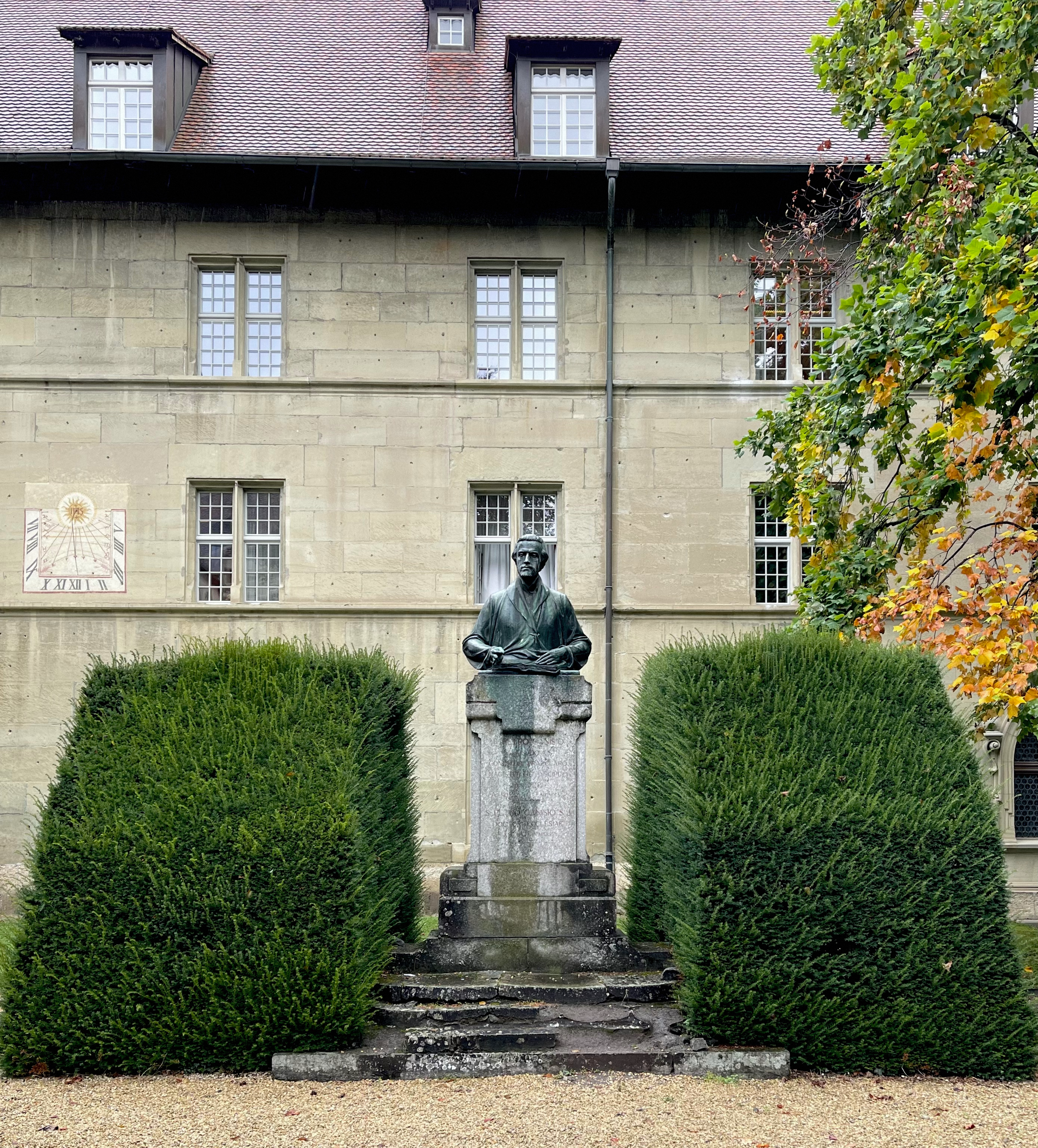
Canisius Szent Péter (Fribourg)

## Kapcsolódó szócikkek

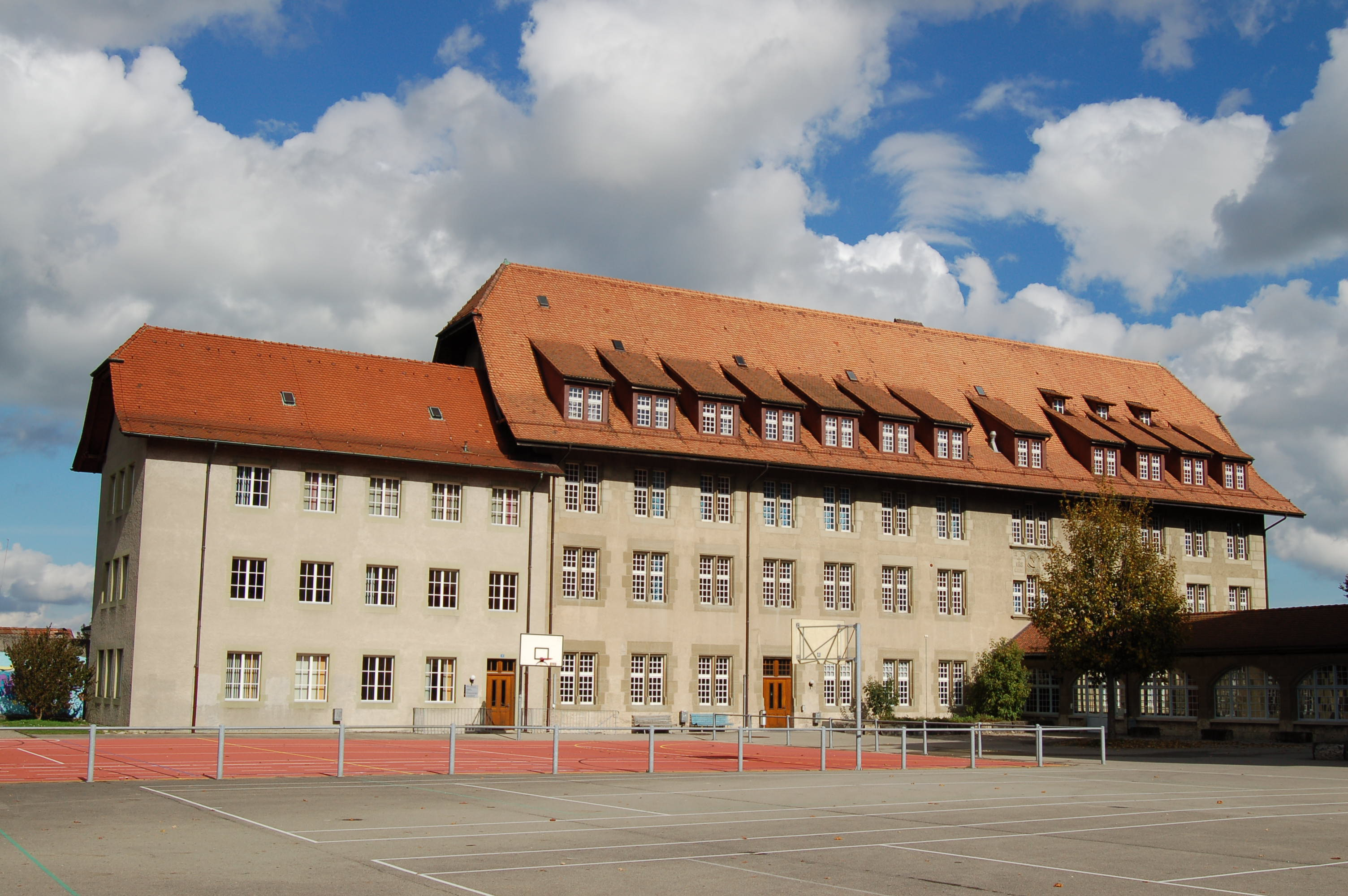
Szent Mihály Kollégium (Fribourg)